# Onychauxis
Die Onychauxis (von altgriechisch ὄνυξ ónyx, deutsch ‚Kralle, Fingernagel‘ – siehe auch Onyx – und αὐξάνω auxánō, deutsch ‚vermehren‘), auch Holznagel, ist eine  angeborene oder erworbene krankhafte Veränderung der Nagelplatte und zeichnet sich durch eine Verdickung des Nagels ohne Verformung aus.
Der Begriff taucht in der medizinischen Literatur nicht häufig auf. Liegt auch eine Deformierung vor, spricht man auch von einer „Onychogrypose“ oder „Onychogryphosis“.

## Ursachen
Die Erkrankung tritt als Symptom auf:
- als Traumafolge
- Erfrierungen
- starke Druckeinwirkungen auf den Nagel, z. B. bei zu engen Schuhen
- bei Akromegalie
- Morbus Darier
- Psoriasis
- Pityriasis rubra pilaris

## Bei Syndromen
im Rahmen von Syndromen
- Pachyonychia congenita
- Autosomal-rezessive Nageldysplasie (Synonyme: Autosomal recessive nail dysplasia; Pachyonychie Claw-Shaped Nails; Onychauxis, Hyponychia, and Onycholysis; NDNC10; claw-shaped nails), autosomal – rezessiv, Mutationen am FZD6-Gen im Genort 8q22.3[4][5]

## Klinische Erscheinungen
Das Erscheinungsbild ist meist leicht gelblich und wird schnell mit Onychomykose oder zuweilen auch mit einem Psoriasisnagel, ausgehend von der Autoimmunerkrankung Psoriasis, verwechselt. Trotz seiner Verdickung ist der Nagel nicht immer stabil, oft bröckelt er beim Schneiden ab. Vereinzelt sind auch Löcher im Nagel zu sehen (poröse Oberfläche). Ebenso gut möglich ist aber, dass der Nagel selbst nicht mehr geschnitten werden kann, da er zu hart oder zu verdickt ist.

## Behandlung
Die reguläre Behandlung eines Onychauxis erfolgt durch einen Podologen, einen medizinischen Fußpfleger mit entsprechender Ausbildung. Dieser schleift die Nagelplatte flacher und plant den Behandlungsablauf adäquat.